# Chionis
Chionis là một chi chim trong họ Chionidae.
Chúng sinh sản trên các hòn đảo cận Bắc Cực và Bán đảo Nam Cực, và loài Chionis albus di cư đến quần đảo Falkland và duyên hải Nam Mỹ vào mùa đông phía nam; chúng là loài chim duy nhất thuộc họ chim đặc hữu được coi là loài sin sản ở khu vực Nam Cực. Chúng cũng là loài chim duy nhất ở Nam Cực không có bàn chân có màng.

## Các loài
- Chionis albus
- Chionis minor

## Hình ảnh

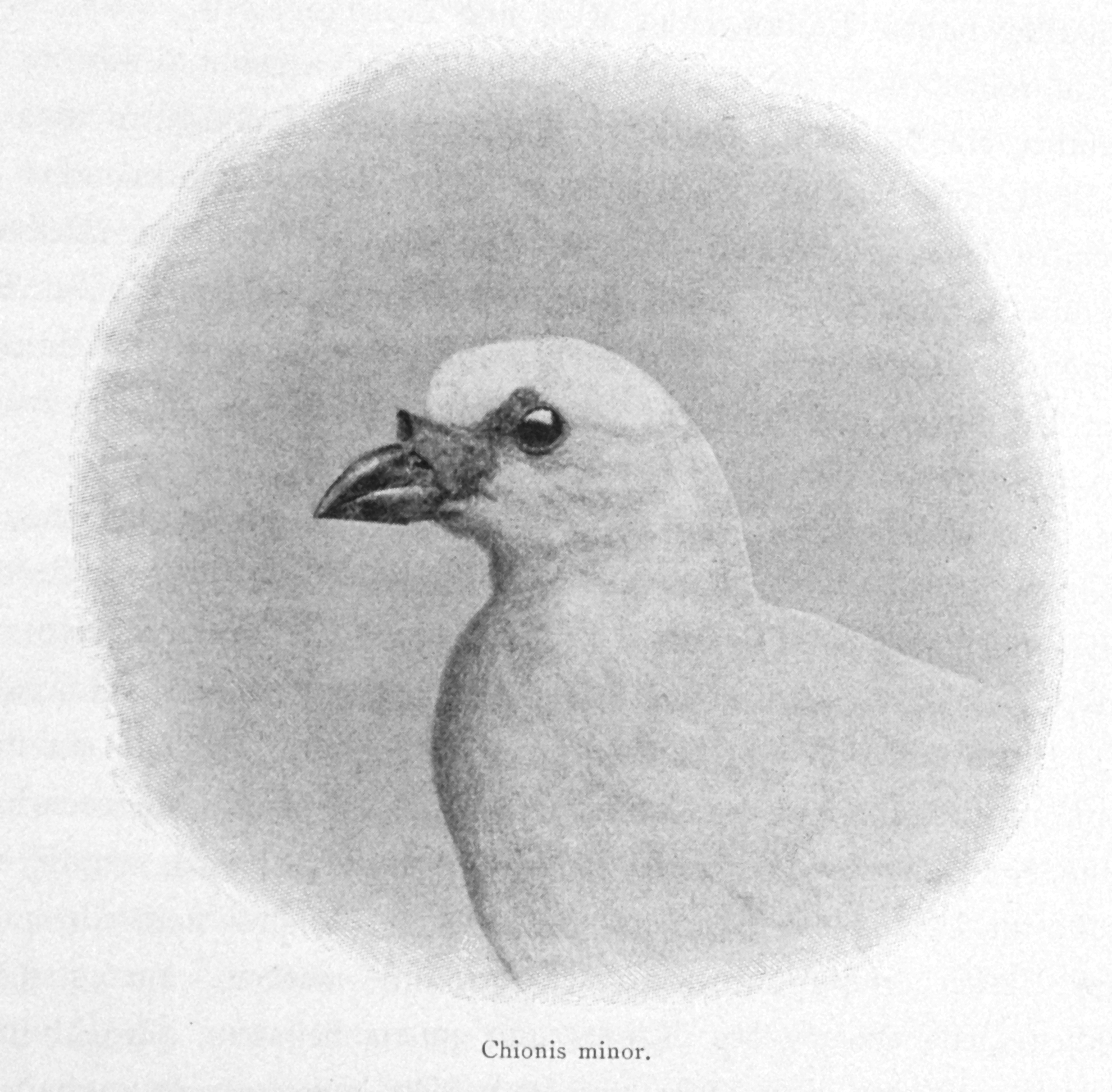
Black-faced sheathbill
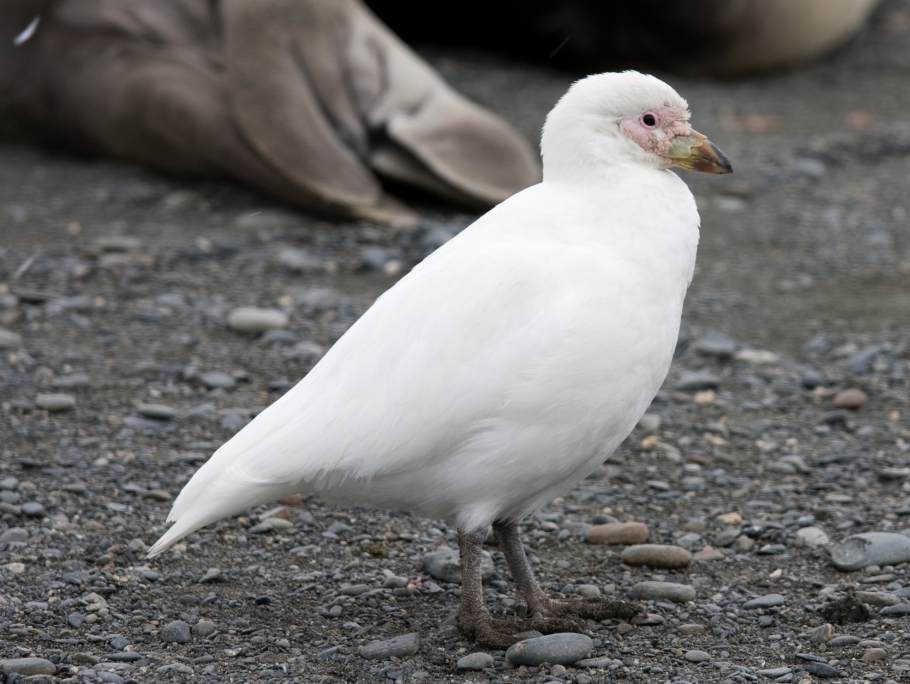
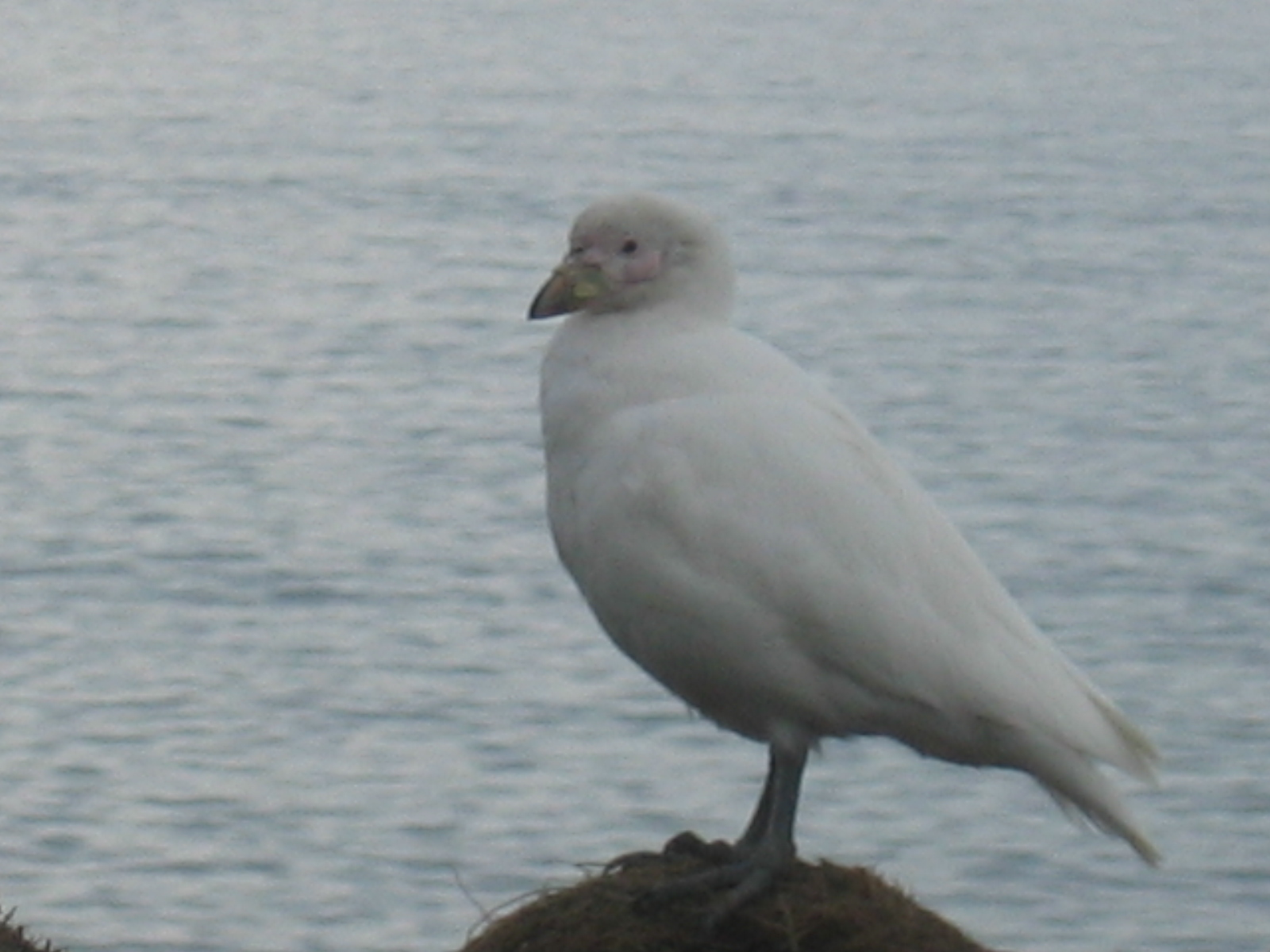
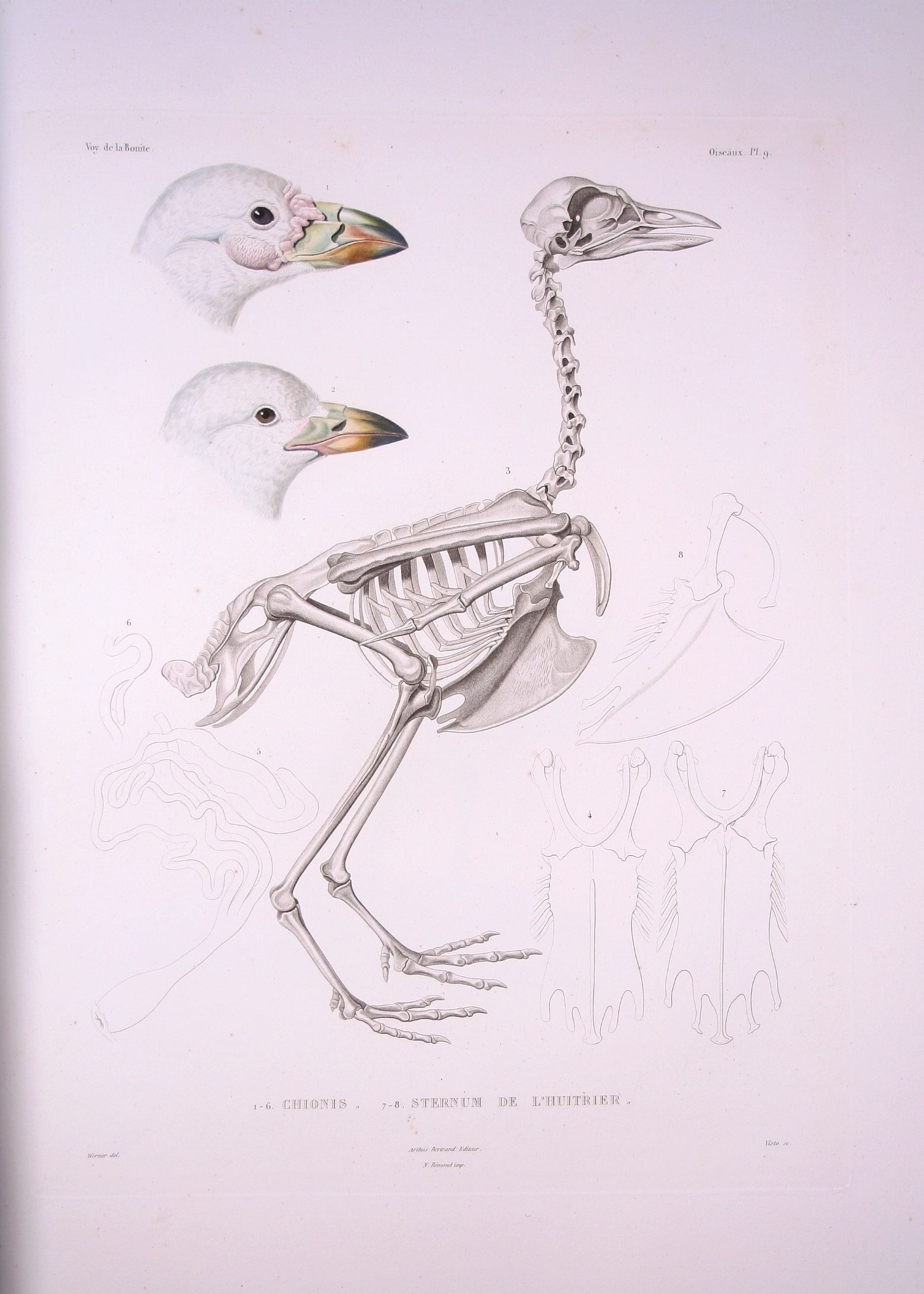
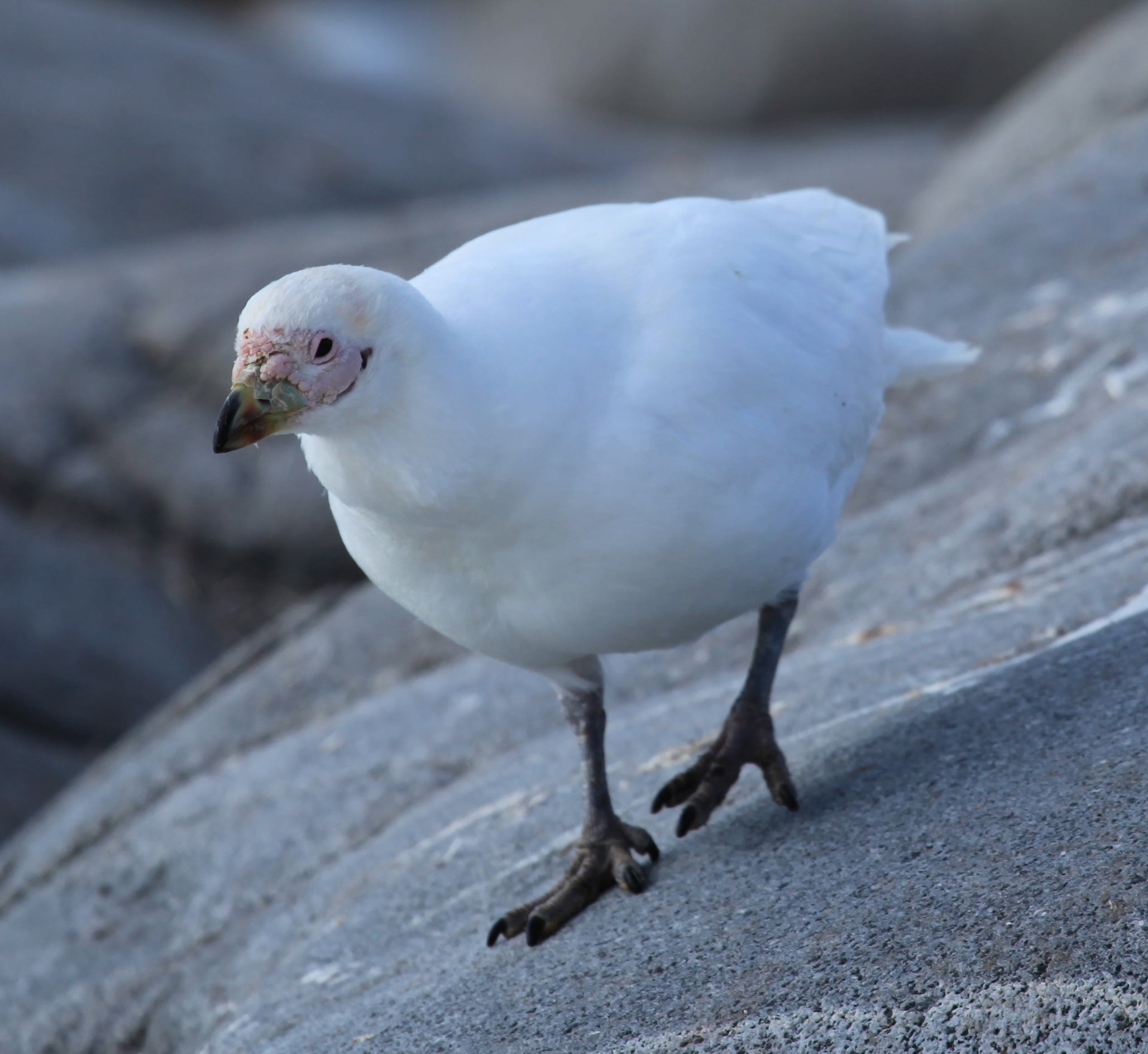
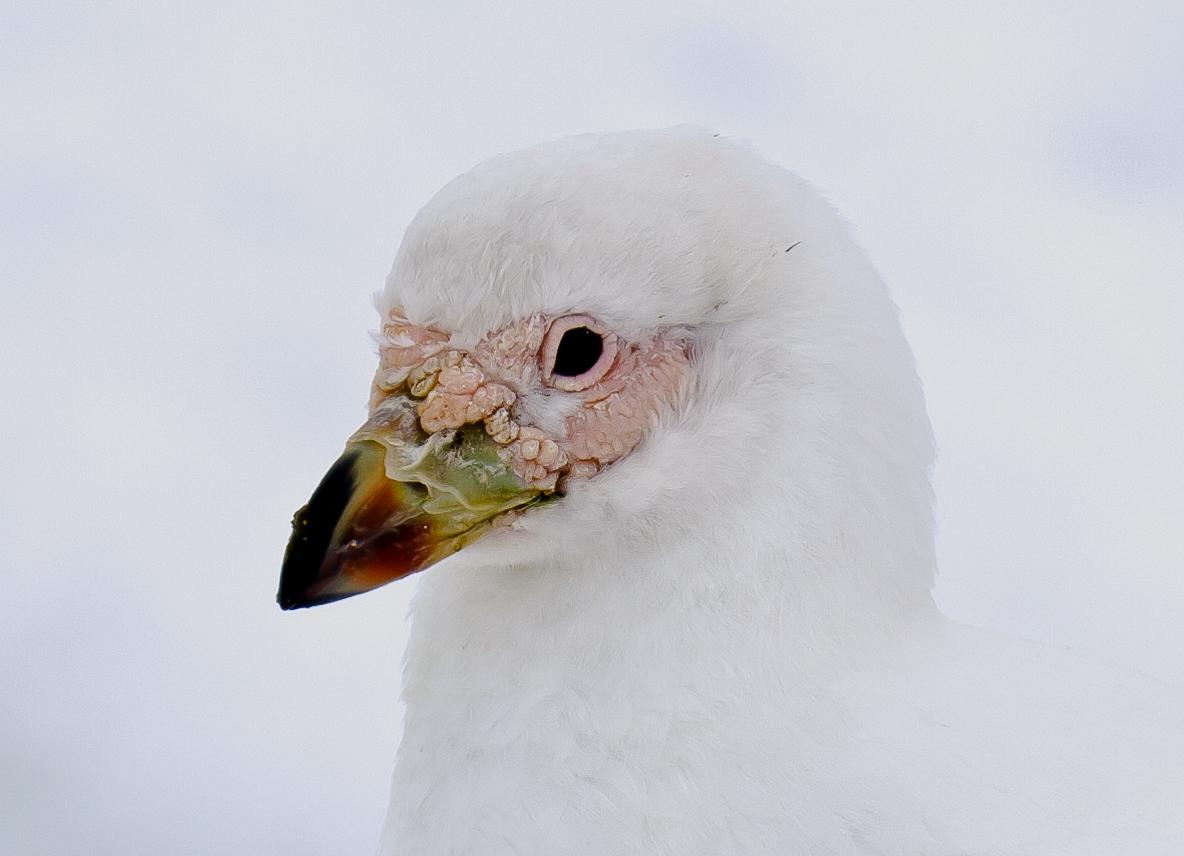
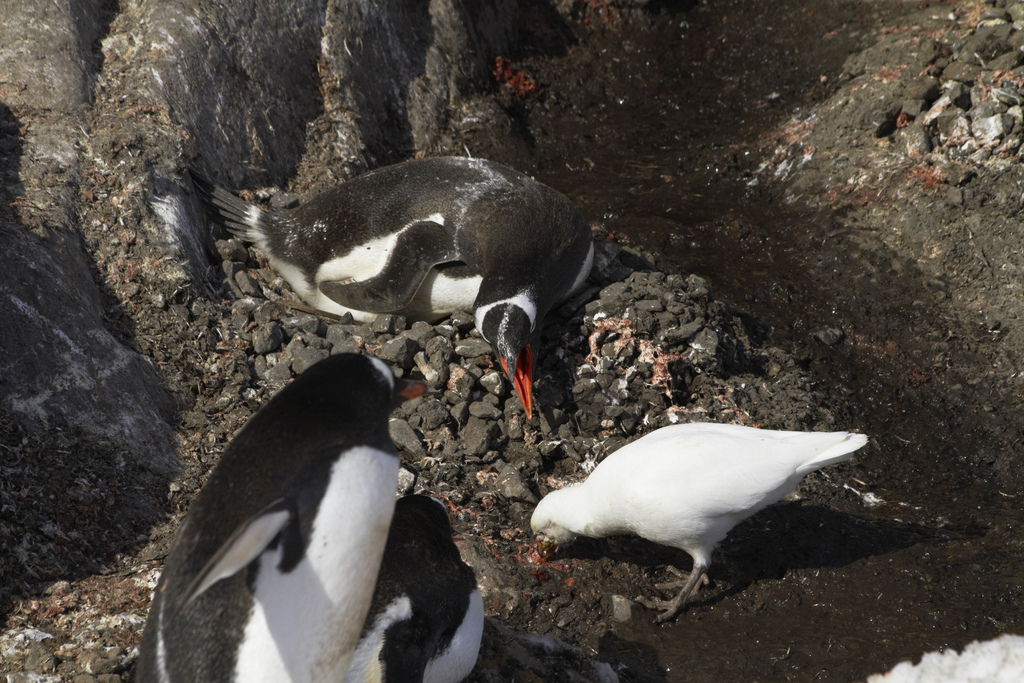